# Hirtzbach
Hirtzbach je občina v departmaju Haut-Rhin francoske regije Alzacija.
Leta 1990 je v občini živelo 1 143 oseb oz. 82 oseb/km².